# Grand Prix Španělska 1976
Grand Prix Španělska 1976 (oficiálně XXII Gran Premio de España) se jela na okruhu Circuito del Jarama v Madridu ve Španělsku dne 2. května 1976. Závod byl čtvrtým v pořadí v sezóně 1976 šampionátu Formule 1.

## Závod
| Poř.   | No. | Jezdec             | Konstruktér        | Počet kol | Čas/Odstoupení | Pořadí na startu | Body |
| ------ | --- | ------------------ | ------------------ | --------- | -------------- | ---------------- | ---- |
| 1      | 11  | James Hunt         | McLaren-Ford       | 75        | 1:42:20.43     | 1                | 9    |
| 2      | 1   | Niki Lauda         | Ferrari            | 75        | + 30.97        | 2                | 6    |
| 3      | 6   | Gunnar Nilsson     | Lotus-Ford         | 75        | + 48.02        | 7                | 4    |
| 4      | 7   | Carlos Reutemann   | Brabham-Alfa Romeo | 74        | + 1 kolo       | 12               | 3    |
| 5      | 22  | Chris Amon         | Ensign-Ford        | 74        | + 1 kolo       | 10               | 2    |
| 6      | 8   | Carlos Pace        | Brabham-Alfa Romeo | 74        | + 1 kolo       | 11               | 1    |
| 7      | 20  | Jacky Ickx         | Wolf-Williams-Ford | 74        | + 1 kolo       | 21               |      |
| 8      | 16  | Tom Pryce          | Shadow-Ford        | 74        | + 1 kolo       | 22               |      |
| 9      | 19  | Alan Jones         | Surtees-Ford       | 74        | + 1 kolo       | 20               |      |
| 10     | 21  | Michel Leclère     | Wolf-Williams-Ford | 73        | + 2 kola       | 23               |      |
| 11     | 2   | Clay Regazzoni     | Ferrari            | 72        | + 3 kola       | 5                |      |
| 12     | 26  | Jacques Laffite    | Ligier-Matra       | 72        | + 3 kola       | 8                |      |
| 13     | 37  | Larry Perkins      | Boro-Ford          | 72        | + 3 kola       | 24               |      |
| Ret    | 12  | Jochen Mass        | McLaren-Ford       | 65        | Motor          | 4                |      |
| Ret    | 17  | Jean-Pierre Jarier | Shadow-Ford        | 61        | Elektronika    | 15               |      |
| Ret    | 3   | Jody Scheckter     | Tyrrell-Ford       | 53        | Motor          | 14               |      |
| Ret    | 28  | John Watson        | Penske-Ford        | 51        | Motor          | 13               |      |
| Ret    | 35  | Arturo Merzario    | March-Ford         | 36        | Převodovka     | 18               |      |
| Ret    | 5   | Mario Andretti     | Lotus-Ford         | 34        | Převodovka     | 9                |      |
| Ret    | 4   | Patrick Depailler  | Tyrrell-Ford       | 25        | Nehoda         | 3                |      |
| Ret    | 9   | Vittorio Brambilla | March-Ford         | 21        | Zavěšení       | 6                |      |
| Ret    | 34  | Hans Joachim Stuck | March-Ford         | 16        | Převodovka     | 17               |      |
| Ret    | 10  | Ronnie Peterson    | March-Ford         | 11        | Převodovka     | 16               |      |
| Ret    | 30  | Emerson Fittipaldi | Fittipaldi-Ford    | 3         | Převodovka     | 19               |      |
| DNQ    | 18  | Brett Lunger       | Surtees-Ford       |           |                |                  |      |
| DNQ    | 32  | Loris Kessel       | Brabham-Ford       |           |                |                  |      |
| DNQ    | 25  | Emilio Zapico      | Williams-Ford      |           |                |                  |      |
| DNQ    | 33  | Emilio de Villota  | Brabham-Ford       |           |                |                  |      |
| DNQ    | 24  | Harald Ertl        | Hesketh-Ford       |           |                |                  |      |
| DNQ    | 31  | Ingo Hoffmann      | Fittipaldi-Ford    |           |                |                  |      |
| Zdroj: |     |                    |                    |           |                |                  |      |

## Průběžné pořadí po závodě
Pohár jezdců
| Pořadí | Jezdec            | Body |
| ------ | ----------------- | ---- |
| 1      | Niki Lauda        | 33   |
| 2      | Patrick Depailler | 10   |
| 3      | Clay Regazzoni    | 9    |
| 4      | Jochen Mass       | 7    |
| 5      | James Hunt        | 6    |
| Zdroj: |                   |      |

Pohár konstruktérů
| Pořadí | Konstruktér        | Body |
| ------ | ------------------ | ---- |
| 1      | Ferrari            | 36   |
| 2      | Tyrrell-Ford       | 13   |
| 3      | McLaren-Ford       | 9    |
| 4      | Lotus-Ford         | 6    |
| 5      | Brabham-Alfa Romeo | 4    |
| Zdroj: |                    |      |